# Walbottle
Walbottle – wieś w Anglii, w hrabstwie Tyne and Wear, w dystrykcie Newcastle upon Tyne. Leży 9 km od miasta Newcastle upon Tyne. W 1931 roku civil parish liczyła 2510 mieszkańców.